# Nanuk, el esquimal
Nanook, el esquimal (título original: Nanook of the North) es un documental mudo de 1922, con elementos de docudrama, dirigido por Robert J. Flaherty. Es considerado por muchos como el primer largometraje documental de la historia del cine, aunque su valor se discute por la inclusión de elementos de ficción y la manipulación de escenas.
En 1989, fue considerada «cultural, histórica y estéticamente significativa» por la Biblioteca del Congreso de Estados Unidos y seleccionada para su preservación en el National Film Registry.

## Argumento
El documental sigue la vida de un inuk llamado Nanook (cuyo nombre real era Allakariallak) y su familia, mientras viajan, cazan y comercian en la península de Ungava, en el norte de Quebec, Canadá.  Nanook, su esposa Nyla y su familia son presentados como figuras heroicas que enfrentan condiciones extremas de supervivencia. El público observa a Nanook y su familia en actividades como la caza de morsas, la construcción de un iglú y otras tareas cotidianas.

## Contexto y Producción
Flaherty, quien había trabajado previamente como explorador y prospector en la bahía de Hudson, decidió documentar la vida de los inuit.  Su primera filmación, realizada durante varios años, se destruyó en un incendio.  Sin embargo, Flaherty regresó a la región en 1920, decidido a rehacer su película, esta vez con un enfoque más narrativo y centrado en un personaje principal.
Flaherty pasó dos años y medio conviviendo con Allakariallak (Nanook) y su familia, no solo filmando, sino también participando en sus actividades diarias. Es importante señalar que Flaherty no buscaba una representación etnográfica precisa, sino más bien una visión idealizada de la vida inuit, reconstruyendo prácticas que ya no eran comunes y escenificando eventos para la cámara.

## Recepción y Legado
Nanook, el esquimal fue un éxito comercial y de crítica, elogiada por su belleza visual y su retrato de una cultura aparentemente exótica. Sin embargo, con el tiempo, la película ha sido objeto de críticas y debates. Se ha señalado que:
1. No es un reflejo fiel de la vida inuit contemporánea: Flaherty seleccionó y manipuló aspectos de la vida de Allakariallak para crear una narrativa más dramática y atractiva para el público occidental.  Buscaba mostrar un "buen salvaje", un estereotipo romántico de las culturas no occidentales.
2. Elementos de ficción:  Varias escenas fueron escenificadas o recreadas, como la caza de la morsa y la construcción del iglú (que fue construido a la mitad para permitir la filmación).  Además, Nyla, presentada como la esposa de Nanook, era en realidad una de las compañeras de Flaherty.
3. Relación con el desarrollo del cine documental: A pesar de sus limitaciones éticas y metodológicas, *Nanook, el esquimal* es considerada una obra pionera en el desarrollo del cine documental.  Flaherty introdujo un enfoque narrativo centrado en personajes, el uso de locaciones reales y un estilo visual que influyó en generaciones de cineastas.

## Reflexiones sobre la Neutralidad en el Documental
La controversia en torno a *Nanook* plantea preguntas fundamentales sobre la objetividad y la neutralidad en el cine documental.  Desde una perspectiva contemporánea, influenciada por pensadores como Boaventura de Sousa Santos, Pierre Bourdieu y Jesús Ibáñez, se reconoce que la neutralidad absoluta es una aspiración inalcanzable. El acto mismo de filmar, seleccionar y editar implica una intervención del autor, que inevitablemente moldea la representación de la realidad.  Los descubrimientos de Einstein, Heisenberg y Gödel en el campo de la física y las matemáticas también contribuyeron a cuestionar la noción de una verdad objetiva y universal.
En el caso de *Nanook*, la intervención de Flaherty es evidente.  Él no solo documentó, sino que también construyó una narrativa, dirigiendo a los participantes y recreando eventos.  Esto no invalida necesariamente el valor de la película, pero sí exige una lectura crítica, reconociendo sus limitaciones y su contexto histórico.

## Claves deNanook, el esquimal

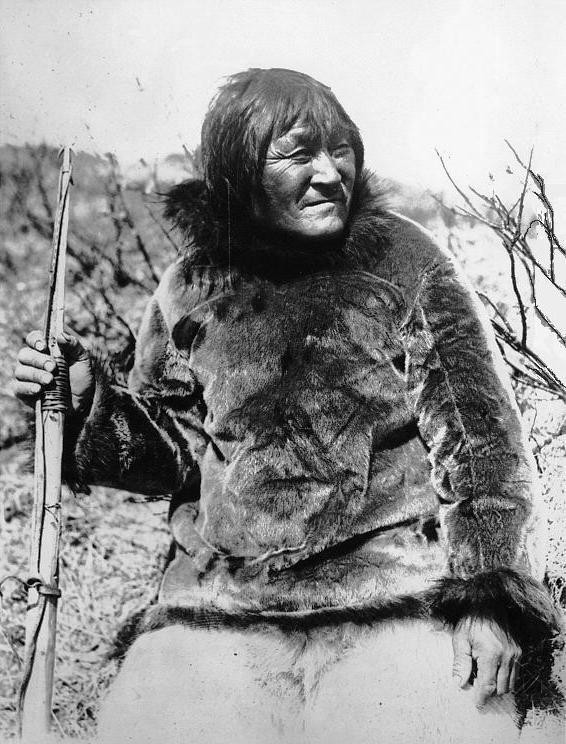
Nanuk (Allakariallak), 1920.

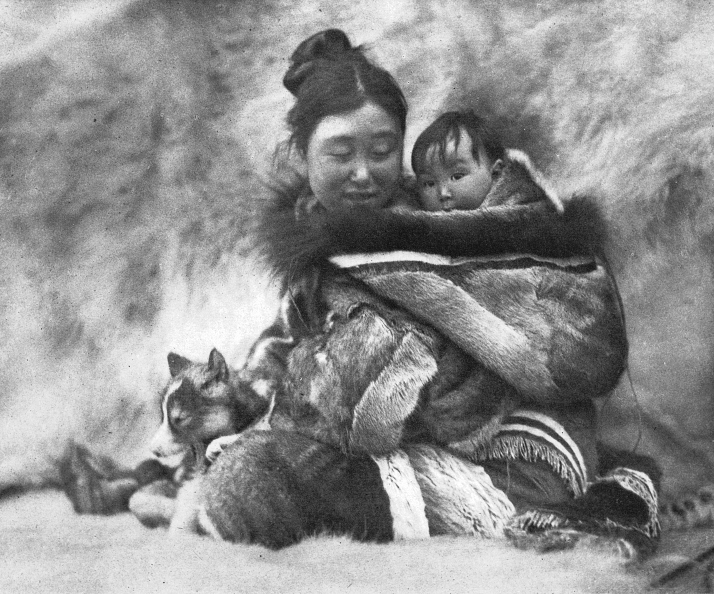
La compañera de Flaherty actuó como Nyla, la esposa de Nanook.

- Representación selectiva: La película presenta una visión idealizada y en parte reconstruida de la vida inuit, enfocándose en aspectos tradicionales y heroicos.
- Tema antropológico: Aunque con limitaciones, la película aborda la vida de una cultura diferente, generando interés en la audiencia.
- El "buen salvaje": La película se inscribe en la tradición del "buen salvaje", presentando a los inuit como personas nobles y en armonía con la naturaleza.
- Personajes y narrativa: Flaherty utiliza elementos de ficción, como la creación de personajes y la estructuración de una narrativa con principio, desarrollo y final.
- Paisajes naturales: La película se filma en locaciones reales, aprovechando la belleza del paisaje ártico.
- Estructura cronológica: La narrativa sigue un orden cronológico lineal, facilitando la comprensión del público.
- Intención de verosimilitud: A pesar de las intervenciones, Flaherty busca crear una sensación de autenticidad.
- Estilo visual: Flaherty utiliza una variedad de planos (picados, contrapicados, panorámicas) para crear una experiencia visualmente atractiva.  Emplea primeros planos para los personajes y planos generales para los paisajes.
- Elementos de ficción: Se incluyen escenas cómicas, momentos de suspense y un final feliz, elementos típicos de la ficción.